# Центрально-Чернозёмный заповедник
Центрально-Чернозёмный госуда́рственный приро́дный биосфе́рный запове́дник и́мени профе́ссора В. В. Алёхина — в России государственный природный заповедник на территории Курской области.
Границы заповедника неоднократно менялись. Заповедник расположен в юго-западной части Среднерусской возвышенности в пределах лесостепной зоны средней полосы, на территории Медвенского, Мантуровского и Горшеченского районов Курской области. Площадь — 5287,4 га. Включает шесть зон: Стрелецкий участок (2046 га), Казацкий участок (1638 га), Баркаловка (2 участка, 368 га), Букреевы Бармы (2 участка, 259 га), Зоринский (495,1 га), пойма реки Псёл (2 участка, 481,3 га).

## История
Территория нынешней Курской области в конце первого — начале второго тысячелетия была занята обширными степными просторами с оврагами и балками, поросшими лесами. Здесь паслись огромные стада тарпанов, туров, сайгаков, куланов. Обитало несчетное количество мелких грызунов и сурков. Гнездились такие крупные птицы как дрофа и стрепет. Находясь на границе «Дикого поля» и славянских поселений, лесостепь испытывала, по-видимому, двойной пресс, как со стороны кочевых народов, так и со стороны княжеских дружин, оседлого северянского населения Посемья. В XVI веке главным занятием жителей Курска, защищавшего южные рубежи Русского государства, было земледелие. Набеги крымских татар требовали более надежного прикрытия южной границы. Правительство стало привлекать на службу местных и пришлых людей, принимали донских и запорожских вольных казаков. Направлялись сюда стрельцы и пушкари. 1 июня 1626 по грамоте царя Михаила Фёдоровича, степи под Курском были переданы служивым людям — казакам и стрельцам Курской крепости исключительно для выпаса скота и сенокоса. Таким образом сохранилась заповедная, никогда не паханая степь.

«…Лета 7124 Июня въ 1 день по Государеве, Цареве, и Великого князя Михаила Фёдоровича всея Руси грамоте за приписью дьяка Михаилы Данилова и по сыску воеводы Иван Васильевич Волынской дал выпись курским стрельцам на их землю, что дана им как город стал…

…да им же стрельцам дано в Курском уезде в подгородном стану за рекою за Семью сеножать Петрина дуброва, а около той Петриной дубровы межа от девяти дубов, а ныне осталось семь дубов. Петрин верх а крутой тож обошёл Петрину дуброву с полуночныя стороны от помесных земель до реки до Млодати и по Млодати вверх … и по дикому полю и по дуброве стрелецких сенных покосов по смете сена шесть тысяч копен…»
— Центральный государственный архив древних актов, фонд 1317 опись 2, № 10, лист 47, лист 10
По данным профессора В. В. Алёхина в последние 300—400 лет луговостепная растительность на современной территории заповедника формировалась под воздействием покоса и выпаса скота, причем в ряде случаев на месте лесных участков. В Стрелецкой степи чередовались ранний весенний выпас, сенокос и осенний выпас по отаве (отросшей после покоса траве). Периодически применялось боронование, в ходе которого сдирался моховой покров, разбивались дернины злаков. Для улучшения пастбищ применялось выжигание. Такими впервые увидел эти курские степи в 1907 году В. В. Алёхин, будучи студентом последнего курса Московского университета.
В 1909 году появилась первая статья В. В. Алёхина «Очерк растительности и её последовательной смены на участке Стрелецкая степь под Курском», а в 1910 году — «Казацкая степь Курского уезда в связи с окружающей растительностью», где он побывал годом позже.
В 1925 году профессор В. Н. Хитрово в книге «Растительность Орловской губернии. Природа Орловского края» (территория заповедника прежде входила в состав этой губернии) писал: «Глядя на эти последние остатки красочной гармонии края, является досадная мысль: неужели мы… не оставим для себя, а распашем и последние остатки степной растительности, и дети наши только из книг прочитают о былой, доступной для наслаждения каждому красе нашего края» В том же 1925 году профессор Московского университета В. В. Алёхин, имя которого теперь носит заповедник, впервые поставил вопрос о срочной необходимости наложить запрет на эксплуатацию степных участков в окрестностях Курска. Решение об учреждении Центрально-Чернозёмного заповедника было принято через 10 лет.
Центрально-Чернозёмный государственный заповедник имени профессора Алехина создан 10 февраля 1935 года на территории Курской и Белгородской областей постановлением ВЦИК и СНК РСФСР. Общая площадь была установлена как «около 4536 га». В постановлении Президиума ВЦИК от 10/II 1935 года об организации ЦЧЗ были намечены такие задачи: «Сохранение целинных степных участков в их сочетании с лесами всех типов (дубравы, боры, осиновые кусты) как комплексов природных условий северных степей, для изучения степных биоценозов, процессов образования чернозёма, взаимоотношения между лесом и степью. Влияния леса в борьбе с засухой, научного обоснования наиболее рентабельного использования природных условий степей северной и средней полосы европейской части СССР для сельского и лесного хозяйства».

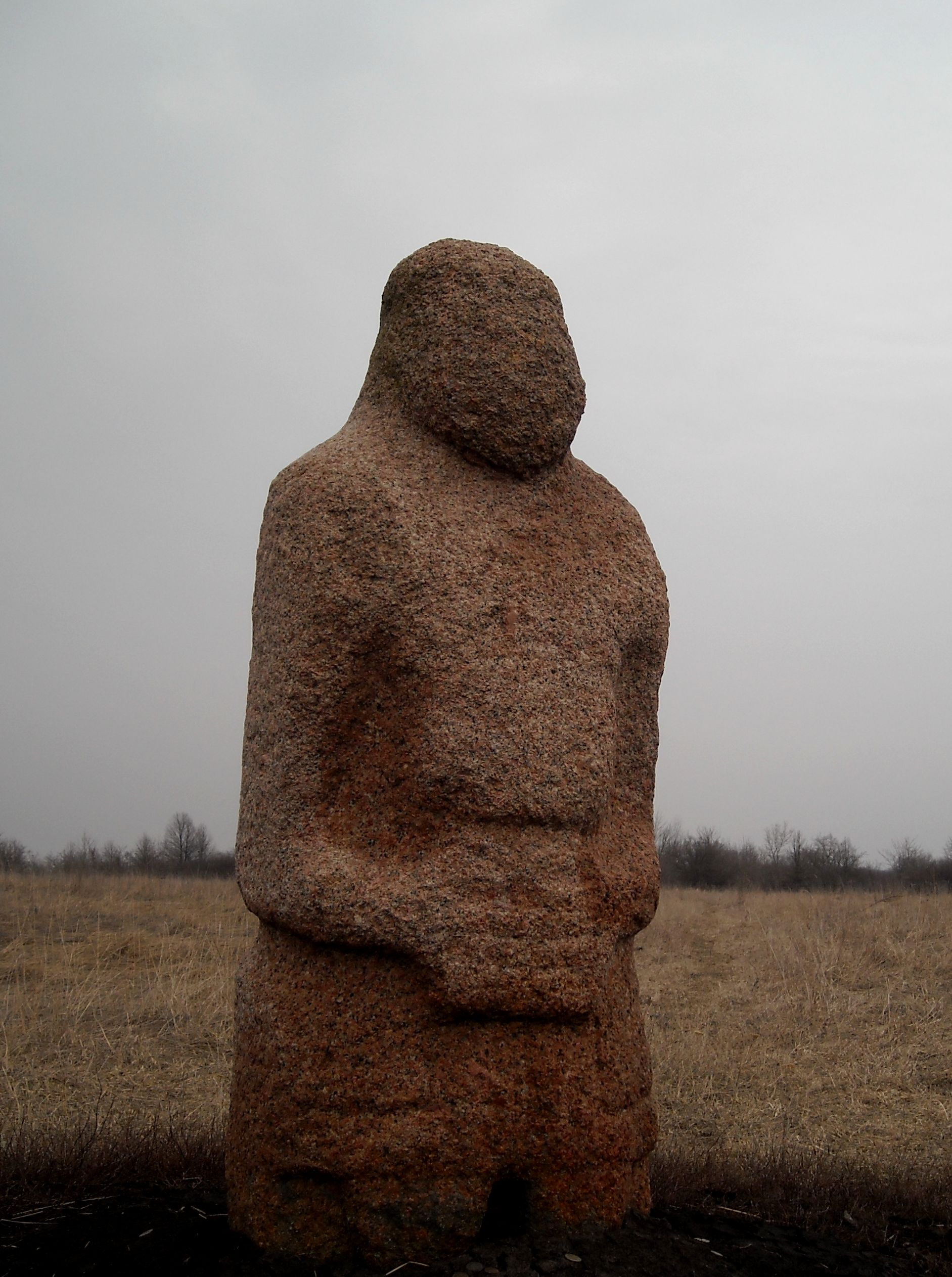
Половецкое изваяние (каменная баба) в Стрелецкой степи

Охранная зона заповедника образована решением Исполкома Курского областного совета народных депутатов № 380 от 2.07.1971 года. В 1988 году была переутверждена и расширена на 3 км (Решение Исполкома Курского областного совета народных депутатов № 294 от 17.11.1988 года). В настоящее время общая площадь охранной зоны составляет 28 662 га (согласно Положению о федеральном государственном учреждении «Центрально-Чернозёмный государственный природный биосферный заповедник имени В. В. Алёхина», утверждённому Приказом МПР России № 530 от 10.06.2003 года).
Заповеднику присуждён диплом Совета Европы.

## Деятельность
Центрально-Чернозёмный государственный биосферный заповедник стал одним из первых в СССР биосферных заповедников (1978 год). Биосферный заповедник — это особо охраняемая природная территория, создаваемая с целью сохранения природных экосистем и генофонда данного региона, изучения и мониторинга природной среды в нём и на примыкающих к нему территориях. В соответствии с этим в заповеднике изучается естественный ход процессов в природных комплексах лугово-степной целины, лесостепных дубрав и их контактной зоны на Русской равнине, а также влияние антропогенного фактора на эти комплексы, а также разрабатываются мероприятия, способствующие сохранению и восстановлению коренных биогеоценозов (природных сообществ).
Один из предметов охраны и изучения — чернозём. Его гумусовый горизонт комковато-зернистой структуры, пронизанный в верхней части корневищами трав, достигает 90 см. Типичные чернозёмы, не подвергавшиеся вспашке, ныне крайне редки. Это эталоны, которые можно использовать для сравнения при изучении влияния на почвы современного сельского хозяйства. Начиная с 1975 года представитель заповедника был включён в Рабочую группу по глубокому зондированию и мониторингу Курской модельной области с использованием серии космических аппаратов «Интеркосмос» в рамках международного аэрокосмического проекта и использовался для отработки технологий съёмки природных объектов из космоса.
Административная деятельность: более 20 лет отдал заповеднику кандидат сельскохозяйственных наук, заслуженный лесовод РСФСР Алексей Михайлович Краснитский. Возглавив заповедник в 1963 году и вплоть до самой смерти в 1985 году он оставался его бессменным директором. За годы руководства заповедника Краснитским А. М. в заповеднике были значительно улучшены бытовые условия сотрудников: построены здание конторы и лабораторного корпуса, жилые дома сотрудников, проложены коммуникации — водопровод, теплотрасса и канализация. Это позволило, в том числе, обеспечить и высокое качество проводимых в заповеднике научно-исследовательских работ.
В 1985 году Центрально-Чернозёмный биосферный заповедник возглавил ученик и соратник А. М. Краснитского, последователь идеи абсолютной заповедности в теории заповедного дела — Александр Анатольевич Гусев, заместитель директора по научной работе, кандидат биологических наук (в настоящее время известный российский государственный и общественный деятель, эколог, доктор политических наук, профессор).
А. А. Гусев до назначения директором заповедника проработал в нём более 8 лет, пройдя все ступени научной и управленческой квалификации: лаборант, младший научный сотрудник, старший научный сотрудник, заведующий лаборатории, заместитель директора по научной работе и, наконец, директор Центрально-Чернозёмного государственного биосферного заповедника им. проф. В. В. Алехина. Назначение Гусева директором Центрально-Чернозёмного заповедника было желанием самого Алексея Михайловича Краснитского. Вот что написал он в первом авторском экземпляре своей основной монографии «Проблемы заповедного дела» — «Александру Анатольевичу Гусеву на добрую память с пожеланием взять в свои руки разработку заповедного дела и Центрально-Чернозёмный заповедник» Краснитский А. М. 22.06.1983 года.
Вклад Александра Анатольевича Гусева в развитие заповедника поистене неоценим. Он значительно расширил кадровый штатный состав научных сотрудников Центрально-Чернозёмного биосферного заповедника, увеличив его на 20 исследователей, в основном упор был сделан на молодых специалистов. Всем им были предоставлены благоустроенные квартиры. Квартиры в п. Заповедный получили молодые специалисты — семьи Беляковых, Власовых (в настоящее время директор заповедника), Рыжковых (в настоящее время зам.директора по науке), Корольковых, Будковых, Панченко, Полыновых, Гречаниченко и др. Получили новые квартиры со всеми удобствами и улучшили свои жилищные условия и работники других отделов: семья гл.бухгалтера Луневой В. И., семьи лесничего Савченко, бухгалтера Мартыновой, лаборанта Оболонковой, лесотехника Наумова, пом.лесничего Пальчикова, зав. метеостанцией Непочатых, семьи ветеранов Великой Отечественной войны Тертовых и Королевых, инвалида 1 группы, бывшего работника заповедника Денисенко, столяра Францева, зав.медицинским пунктом Харченко и др. Новый построенный для директора заповедника дом Гусев А. А. отдал многодетной семье главного лесничего Игтисамова И. Г.
Гусев А. А. получил разрешение от Главного управления охотничьего хозяйства и заповедников при Совете Министров РСФСР на формирование в Центрально-Чернозёмном биосферном заповеднике новых научно-исследовательских лабораторий, добился принятия Постановления Курского облисполкома "О мерах по дальнейшему улучшению охраны и рациональному использованию территории и объектов Центрально-Чернозёмного государственного биосферного заповедника им. В. В. Алехина в свете Постановления ЦК КПСС и Совета Министров СССР «О коренной перестройки дела охраны природы в стране» № 294 от 17.11.1988 года. В соответствии с ним Исполком Курского областного Совета народных депутатов решил считать Центрально-Чернозёмный заповедник базовой организацией по проведению экологической экспертизы на территории Курской области, что позволило значительно расширить охранную зону заповедника, увеличить площади с абсолютно-заповедным режимом и существенно укрепить научно-исследовательскую и материальную базу отделов и лабораторий.
В это время были закуплены: два автобуса для поездок научных сотрудников на дальние участки заповедника, несколько проходимых автомобилей, мотоциклов и снегоходов, специальное оборудование для лесной охраны. Была сформирована и полностью укомплектована новыми противопожарными средствами и техникой пожарно-химическая станция, закуплено биологическое и химическое лабораторное оборудование, рации дальней и ближней связи «Ангара», «Лён-Б», «Гранит» и «Кактус», а также оборудование для метеостанции. Во все лаборатории и кабинеты сотрудников была закуплена новая мебель, закуплены и установлены новые кресла в Зал заседаний, фотолаборатория была укомплектована новейшим оборудованием с высокой разрешающей способностью, приобретены и первые компьютеры, а также сельскохозяйственные машины, сено- и картофелеуборочный комбайн для обеспечения хозяйственной деятельности заповедника. Было принято решение Ученого совета о запрете въезда на территорию заповедника во время сенокосных работ тяжёлой техники, приводящей к сильному уплотнению чернозёмов.
Впервые для учёта численности копытных животных в заповеднике стали использоваться вертолеты. Получив неопровержимые данные о численности копытных животных на участках заповедника, путей их миграции и суточных перемещений, при помощи методики радиопрослеживания Гусев А. А. добился запрета на регулирование их численности путём отстрела на территории заповедника, доказав Коллегии Главного управления, что отстрел животных на территории заповедников может использоваться только как чрезвычайная мера.
Большое внимание Гусев А. А. уделял и улучшению бытовых условий работы и жизни сотрудников биосферного заповедника. Заповедник, как научно-исследовательская организация был прикреплен к мелкооптовой базе Курского облисполкома для обеспечения продуктами питания сотрудников. Благодаря его усилиям из заповедника 12 раз в день стал ходить рейсовый автобус в центр г. Курска и обратно, а сотрудники заповедника получили возможность осуществлять систематические поездки в областной центр. В эти годы стали практиковаться ежемесячные поездки сотрудников заповедника в цирк, филармонию и театры Курска.

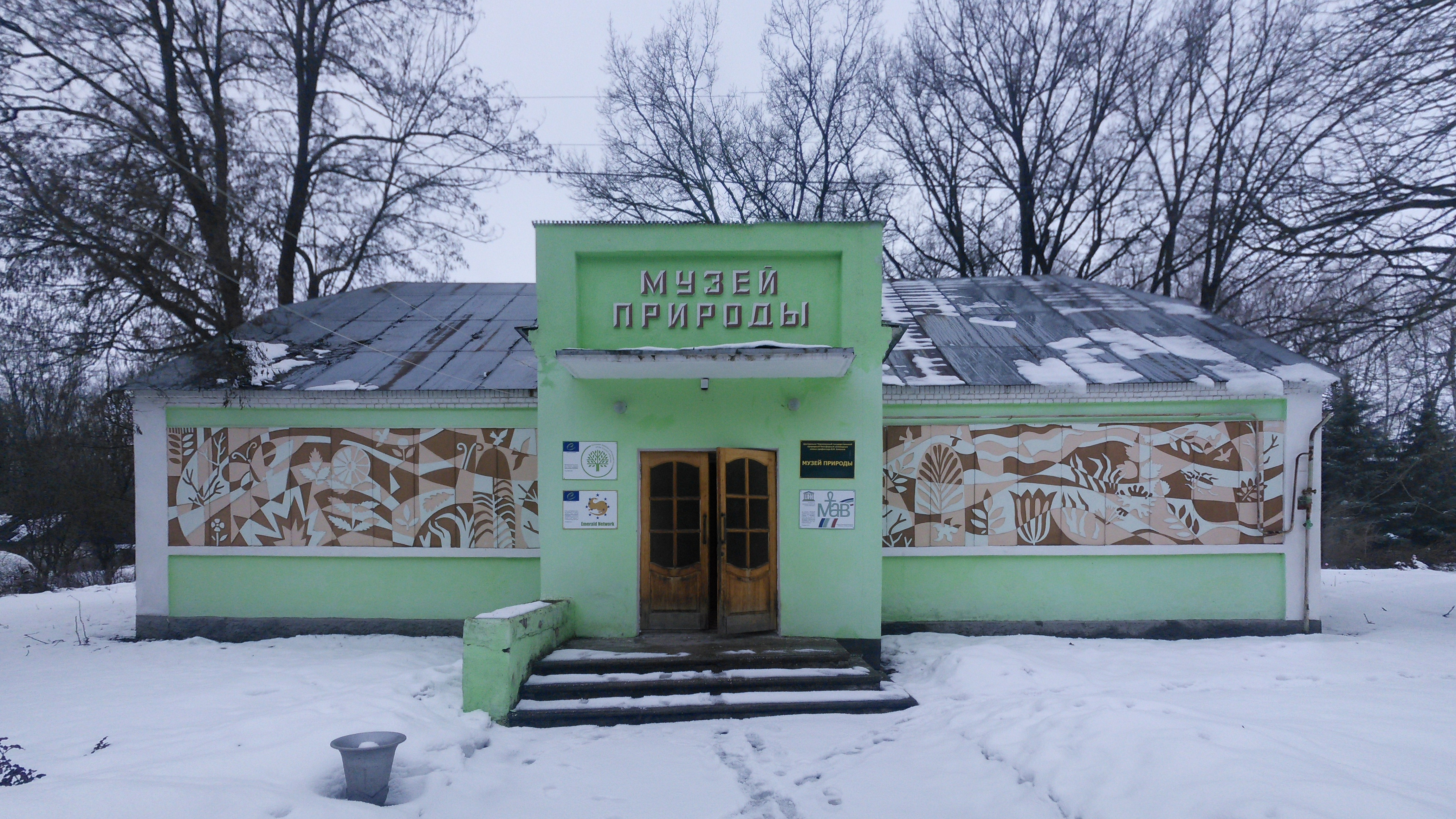
Музей Природы (зима 2015)

Были открыты, расширены и штатно укомплектованы детский сад, медицинский пункт и магазин, гостиница и дом приезжих, баня с парилкой, отремонтированы водонапорная башня и скважины, построена стоянка для сельскохозяйственной техники, школа получила новое оборудование и стала средней общеобразовательной, сдан в эксплуатацию новый двухэтажный восьмиквартирный дом для сотрудников, проложены новые коммуникации взамен устаревших, закуплена и установлена новая электроподстанция. В дома и квартиры сотрудников заповедника централизованно был проведён природный газ от новой построенной газораспределительной станции газопровода «Уренгой—Помары—Ужгород», отремонтирована станция биологической очистки, складские помещения, гараж, а также Музей Природы, лабораторный корпус и здание конторы. Было проведено комплексное благоустройство п. Заповедный: огорожена производственно-хозяйственная зона от заповедной, построена автомойка для транспорта, положено новое полотно асфальта, обустроена детская площадка с малыми формами, организованы тротуары и дорожки, высажены голубые ели, а также проведено новое уличное освещение посёлка. Вознаменовании 50-летия заповедника на центральной усадьбе установлен бюст профессору В. В. Алехину и сооружён сквер.
По итогам 1985 года Центрально-Чернозёмный государственный биосферный заповедник занял 3 место среди 36 заповедников системы Главного управления охотничьего хозяйства и заповедников при Совете Министров РСФСР в рамках социалистического соревнования, которое удерживал в течение трех последующих лет до момента передачи заповедника в состав Государственного комитета СССР по охране природы.
В 1985—1986 годах А. А. Гусев впервые в стране разработал и теоретически обосновал два основных принципа структурно-функциональной организации и территориальной дифференциации государственных биосферных заповедников: принципы «кластера», «ложноостровной» и «островной биоты». Принципы «кластерности» и «ложноостровной биоты» были применены им для формирования организационной и территориальной структуры Центрально-Чернозёмного государственного биосферного заповедника. В последующие годы эти принципы нашли широкое применение в теории и практике заповедного дела в стране и за рубежом.
В 1987 году кандидату биологических наук, директору Центрально-Чернозёмного государственного биосферного заповедника Гусеву А. А. была присуждена премия Курского комсомола в области науки и техники за обеспечение эффективной охраны, сохранения и изучения природных комплексов заповедника и в 1988 году он был номинирован на премию Ленинского комсомола.
В 1988 году Гусев А. А. добился через Совет Министров РСФСР изменений в проектную документацию газопровода «Уренгой—Помары—Ужгород» и строительства новой газораспределительной станции в пос. Заповедный. В первоначальном варианте газопровод должен был пройти в 4 км от границ заповедника через деревню Александровка Курского района. В результате внесённых изменений новый проект предусматривал прохождение газопровода через хозяйственную зону пос. Заповедный, обеспечив заповедник природным газом на многие годы вперёд. Большую помощь в осуществлении обеспечения заповедника природным газом оказали зам.начальника Главного управления охотничьего хозяйства и заповедников при Совете Министров РСФСР А. В. Нечаев и первый секретарь Курского обкома КПСС А. И. Селезнёв.

## Флора и фауна
В растительности заповедника соединяются характерные черты северных или луговых степей и дубрав. Животный мир тоже имеет особенности, присущие снежным природным зонам, — в нём представлены как типично лесные, так и типично степные формы.
На территории заповедника зарегистрировано 1287 видов сосудистых растений, включая адвентивные (заносные) травянистые растения и древесные интродуценты. В их числе 86 редких видов, причём некоторым из них угрожает исчезновение, потому их охрана приобретает особую значимость. Реликтами («живыми ископаемыми», как ещё в 1931 году сказал Б. М. Козо-Полянский) считаются такие виды, как: проломник Козо-Полянского, володушка многожилковая, волчеягодник боровой, шиверекия подольская, дендрантема Завадского. Они имеют разорванные ареалы, части которых лежат в горах Урала, Сибири или Западной Европы. На территории участков заповедника, созданных в 1969 году — Баркаловка и Букреевы Бармы — реликтовая растительность занимает около 25 га. Наиболее заметную роль играет вечнозелёный кустарничек волчеягодник боровой. В мае во время его пышного цветения склоны приобретают розовый оттенок, а в воздухе стоит приятный аромат, напоминающий запах сирени. Островки степной растительности со всем многообразием жизненных форм, сложностью строения, спецификой сезонных процессов бесценны. К основным компонентам степных сообществ относится почти 140 видов растений! В заповеднике растут около 200 видов грибов-макромицетов, которые видны простым (невооружённым) глазом.
В заповеднике отмечено 50 видов млекопитающих, зарегистрировано 226 видов птиц, это около 80 % видового состава птиц Курской области, из них более 90 видов гнездится на территории заповедника. В фауне заповедника насчитывается 35 видов рыб, 10 — земноводных, 5 — пресмыкающихся, 191 вид пауков: 96 в степи, 105 в лесу и на опушках, более 4 тысяч видов насекомых.
Косуля — коренной житель лесостепи, встречающийся сегодня, к сожалению, лишь на относительно немногих участках этой природной зоны. Помимо косули, типичны для фауны заповедника крапчатый суслик, обыкновенный слепыш, заяц-русак, лисица, барсук, лесная и каменная куницы и др. Среди копытных в заповеднике встречаются лоси и кабаны, некогда многочисленные, но в последние годы их численность в заповеднике значительно подорвана нерегулируемым отстрелом.
Птицы — желанные обитатели заповедника. Наблюдается большое скопление серой куропатки и перепела. Много стрижей, ласточек, золотистых щурок, прилетающих кормиться за десятки километров. Есть курские соловьи и жаворонки. Довольно часто встречаются коршуны, степные луни, канюки обыкновенные, ястребы